# 大井正
大井 正（おおい ただし、1912年12月17日 - 1991年1月27日）は、日本の哲学者。明治大学名誉教授。

## 略歴
山形県出身。1938年東京帝国大学文学部哲学科卒。1970年「唯物史観の形成過程」で明治大学経済学博士。満鉄調査局員、高崎市立短期大学教授、明治大学政経学部助教授、教授を務め、1984年定年、名誉教授となる。

## 著書
- 『現代哲学』 (青木文庫） 青木書店 1953
- 『日本の思想 福沢諭吉から天野貞祐まで』 (青木新書)青木書店 1954
- 『日本のインテリゲンチャ』 (三一新書)三一書房 1956
- 『日本近代思想の論理』合同出版社 1958
- 『現代の唯物論思想』 (青木全書)青木書店 1959
- 『唯物史観の形成過程』未来社 1968
- 『唯物史観における個人概念の探求』未来社 1970
- 『ドイツで考えたこと ある哲学者の発見』サイマル出版会 1974
- 『マルクスとヘーゲル学派』福村出版 1975
- 『未開思惟と原始宗教 インドネシアにおける』未来社 1978
- 『性と婚姻のきしみ』福村出版 1980
- 『ゲレンデで考えたこと ある哲学者のスキー讃歌』サイマル出版会 1981
- 『ヘーゲル学派とキリスト教』未来社 1985
- 『現代哲学』 (ぷろぱあ叢書)世界書院 1989
- 『フォークローアとエスノロジー インドネシアの農耕儀礼』 (社会科学選書)世界書院 1991

### 共著
- 『世界十五大哲学 哲学思想史』寺沢恒信共著. 富士書店 1962 PHP文庫、2014
- 『マルクス思想の学際的研究』共著, 石塚正英[ほか]編. 長崎出版 1983
- 『ドイツ社会主義研究』西尾孝明共編著 (明治大学社会科学研究所叢書) 勁草書房 1989

### 翻訳
- ソ連科学アカデミー哲学研究所編『現代ソビエト哲学』仲本章夫共訳 刀江書院 1966